# Cité Mer et Soleil (metropolitana di Algeri)
Cité Mer et Soleil è una stazione della linea 1 della metropolitana di Algeri, situata nel comune di Hussein Dey.
Si trova al confine tra i comuni di Hussein Dey e El Magharia e serve i quartieri Mer et Soleil e Panorama.

## Strutture e impianti
È una stazione sotterranea a 4 binari, due per ogni senso di marcia, serviti da due banchine laterali per ciascun lato.

## Servizi
La stazione è dotata di 3 uscite, una su impasse Mohamed Lalouane, una su via Ali Madouche e una sulla boulevard Fernane Hannafi.

## Interscambi
- Bus ETUSA, linee 1 e 66.[2]